# 土岐市立西陵中学校
土岐市立西陵中学校（ときしりつ せいりょうちゅうがっこう）は、岐阜県土岐市にある公立中学校。

## 沿革
- 1960年（昭和35年）9月30日 - 妻木中学校、下石中学校を統合し、土岐市立西陵中学校として開校。統合校舎はなく、妻木分校と下石分校での授業となる。
- 1961年（昭和36年）8月 - 統合校舎が完成。妻木分校廃止。
- 1965年（昭和40年）10月27日 - 第20回国民体育大会開催。昭和天皇、香淳皇后が訪問[1]。
- 1999年（平成11年） - 現在の校舎が完成。

## 通学区域[2]
- 下石町
- 下石阿庄町
- 下石陶史台
- 妻木町
- 妻木平成町

## 進学前小学校
- 下石小学校
- 妻木小学校